# 알렉산드르 바라노프

알렉산드르 안드레예비치 바라노프(러시아어: Алекса́ндр Андре́евич Бара́нов, 1746년 카르고폴 ~ 1818년 4월 16일 자와섬)는 러시아의 공직자이다. 러시아-아메리카 회사를 설립한 사람으로 미국 북서 해안과, 태평양 연안을 탐사했다. 캘리포니아 및 하와이와 중국과의 무역을 시작했고, 1812년에는 캘리포니아주 로스 시에 행정관으로 거주했다. 바라노프의 탁월한 능력 덕분에 캘리포니아와 북미에서 러시아와의 교역은 증가했다. 덕분에 하와이와 중국과의 교역도 증가했다. 나중에는 태평양 연안 곳곳을 탐험했고, 그곳에 건물들을 지었다. 바라노프의 지명이 붙은 지역도 곳곳에 있는데 예를 들면 배러노프 섬와 추가치스코고 만의 일부 작은 섬들은 바라노프의 이름을 따서 붙여졌다.
| 전임 (신설) | 제1대 알래스카의 총독 1799년 12월 31일 ~ 1818년 4월 16일 | 후임 루트비히 폰 헤이지마이스터 |